# Шайдуров, Иван Акимович
Иван Акимович Шайдуров (Шайдур) — русский музыкальный теоретик, «мастер» церковного пения, новгородский уроженец, живший в первой половине XVII века.
Биографических сведений о нём почти не сохранилось, и только по некоторым данным можно заключить, что главная его деятельность относится к первой половине XVII в. У современников Шайдуров пользовался большим уважением: «сей Иоанн Иоакимов, ему же просто наречение Шайдуров, — пишет один из них, — многим прилежанием и великим тщанием изобрете знаменного пения изящное доброгласие. Ему откры Бог подлинник пометам».
Иван Шайдуров известен, как рационализатор нотации знаменного пения. Он облегчил изучение безлинейных нот знаменного распева, сделав их понятными и доступными для большинства.
Трудность при изучении знаменного пения заключалась в том, что знаменные ноты совмещали указания не только на продолжительность, но и на высоту звука. Для обозначения перемены в степени звука ещё учителя Шайдурова поставляли при знаменах «подметные слова» или «пометы», но они не вошли в общее употребление, так как каждый мастер, обозначая высоту звуков по своему, не хотел принять систему «помет» другого, и «того ради велие несогласие у мастеров бываше». Такие пометы, которые, удовлетворяя всем предъявляемым к ним требованиям, могли быть приняты всеми и удалось составить Шайдурову. Он придумал ставить при каждой ноте киноварные буквы (киноварные пометы), условным образом обозначавшие высоту звука, выражаемого чёрной нотой. Таких помет было семь, и все они были выбраны не произвольно, а содержали ясный и определенный смысл, обозначая начальную букву слова, указывающего высоту звука, например: н — низко, м — мрачно и т. п. Эти же пометы, кроме высоты звука в знамени (степенные или согласные пометы) указывали ещё на видоизменения его при исполнении (пометы указательные) и на гласовую мелодию знаменного распева (пометы осмогласные).
Значение этих помет, равно как и вся нотная реформа Шайдурова, подробно объяснены в сочинении неизвестного автора XVI века — «Сказание о подметках, еже пишутся в пении над знаменем». Этот труд вместе с «грамматикой Шайдурова» и ещё некоторыми статьями служили очень важным руководством к изучению помет при столповых знаменах до вторичной реформы знаменной нотации, произведенной во второй половине XVII века старцем Александром Ивановичем Мезенецем.